# Corina Gredig

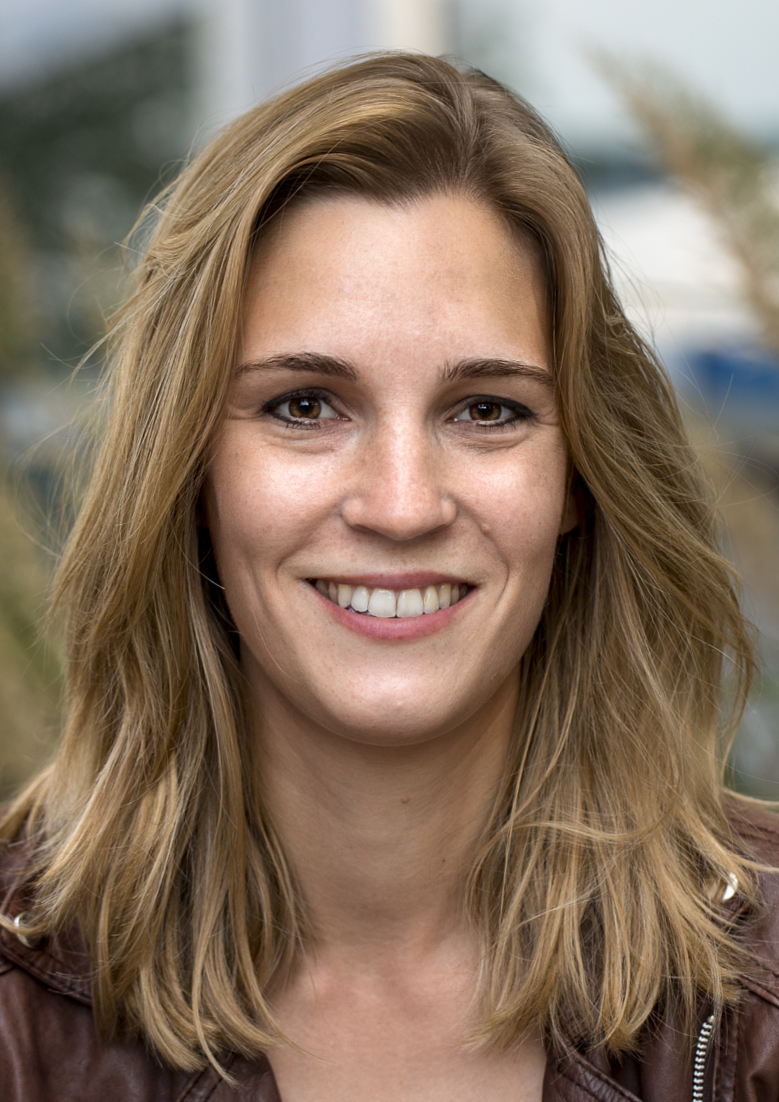
Corina Gredig (2018)

Corina Gredig (* 8. September 1987 in Zürich; heimatberechtigt in Schenkon) ist eine Schweizer Politikerin  (Grünliberale). Sie ist seit 2019 Nationalrätin.

## Biografie
Gredig wuchs als ältestes von drei Kindern in Binz im Kanton Zürich auf. 2003 nahm sie an den Schülerprotesten gegen den Irakkrieg teil. Sie arbeitete in verschiedenen Positionen im Finanzbereich. In Lausanne absolvierte sie berufsbegleitend die Passerelle zur Zulassung an die Universität und studierte in Zürich Politikwissenschaften, Volkswirtschaft und Recht. Sie schloss ihr Studium mit einer Masterarbeit zum Thema «Digitale Demokratie» ab. Sie ist als Partnerin in einem Beratungsbüro tätig. Sie lebt im Quartier Riesbach in der Stadt Zürich und hat zwei Kinder.

## Politik
Gredig führte 2010 bis 2013 das kantonale GLP-Sekretariat, leitete 2011 den Kantons- und Nationalratswahlkampf und wurde Geschäftsführerin der Bundeshausfraktion. 2015 gründete sie mit Nationalrätin Kathrin Bertschy das glp lab und leitete es. Sie gehört zu einer Gruppe um Bertschy und den GLP-Präsidenten Jürg Grossen, die für die nationale Partei eine zeitgemässe, nichthierarchische Organisationsform entwickelt. 2018 wurde sie mit auffällig vielen Panaschierstimmen in den Stadtzürcher Gemeinderat gewählt. Am 20. November 2018 wählte die Mitgliederversammlung Gredig zusammen mit Nicola Forster einstimmig zur Co-Präsidentin der Zürcher GLP-Kantonalpartei. Das Duo wollte die Partei erneuern und jüngere sowie digital affine Wählersegmente ansprechen. Dazu kam die Absage ans Links-rechts-Schema, dem Gredig die politische Frontlinie zwischen progressiven und konservativen Kräften entgegenstellte. Forster und Gredig führten die GLP im März 2019 zu einem Wahlsieg  bei den Kantonsratswahlen, Gredig eroberte einen Sitz im Zürcher Kantonsrat. Die Mitgliederversammlung der GLP Kanton Zürich verabschiedete am 25. Juni 2019 die Liste für die Nationalratswahlen und setzte Corina Gredig hinter den beiden bisherigen Tiana Angelina Moser und Martin Bäumle auf den dritten Listenplatz. Am 20. Oktober 2019 wurde sie in den Nationalrat gewählt, ihren Sitz im Zürcher Kantonsrat gab sie daraufhin an Nathalie Aeschbacher weiter. Bei den Wahlen 2023 wurde Gredig als Nationalrätin bestätigt. Ende November 2023 gab sie ihren Rücktritt als Co-Präsidentin der Zürcher GLP per nächster Mitgliederversammlung bekannt. Seit 11. Dezember 2023 ist sie in Nachfolge von Tiana Angelina Moser GLP-Fraktionspräsidentin. Im Nationalrat ist Gredig in der Finanzkommission und der Staatspolitischen Kommission, zuvor in der Geschäftsprüfungskommission (Stand 16. Dezember 2023).